# Nicasio, Quirino, Escubículo y Piencia
Nicasio, Quirino, Escubículo y Piencia son venerados como mártires y santos. Su festividad es el 11 de octubre. Su historicidad es incierta pues no hay de ellos ningún registro histórico fidedigno.
Nicasio ha sido identificado con Nicasio de Reims, y hay muchos santos llamados Quirino.

## Leyendas
Una leyenda afirma que murieron en el año 285 y que Nicasio fue uno de los primeros misioneros enviados desde Roma a evangelizar a los galos en el siglo I. Nicasio, pues, quizás fuera un obispo de la región. De Quirino se dice que era su sacerdote, y que Escubículo (conocido como Egobille en Francia), era su diácono. Según la leyenda, este fue ejecutado, junto con Nicasio, en el pagus Vulcassinus (Vexin).
Una variante de la leyenda dice que Quirino, Nicasio y el diácono Escubículo fueron enviados a la Galia por el papa Clemente, acompañando a Dionisio de París.  En Vaux-sur-Seine, Quirino luchó contra un dragón que había devastado la zona y envenenado un pozo, y lo venció.
Quirino y sus compañeros después fueron encarcelados por soldados del emperador Domiciano y fueron decapitados. Por la noche los santos recogieron sus propias cabezas y fueron hasta una isla del río Epte, donde una dama de nombre Piencia y un sacerdote llamado Claro los enterraron.

## Veneración

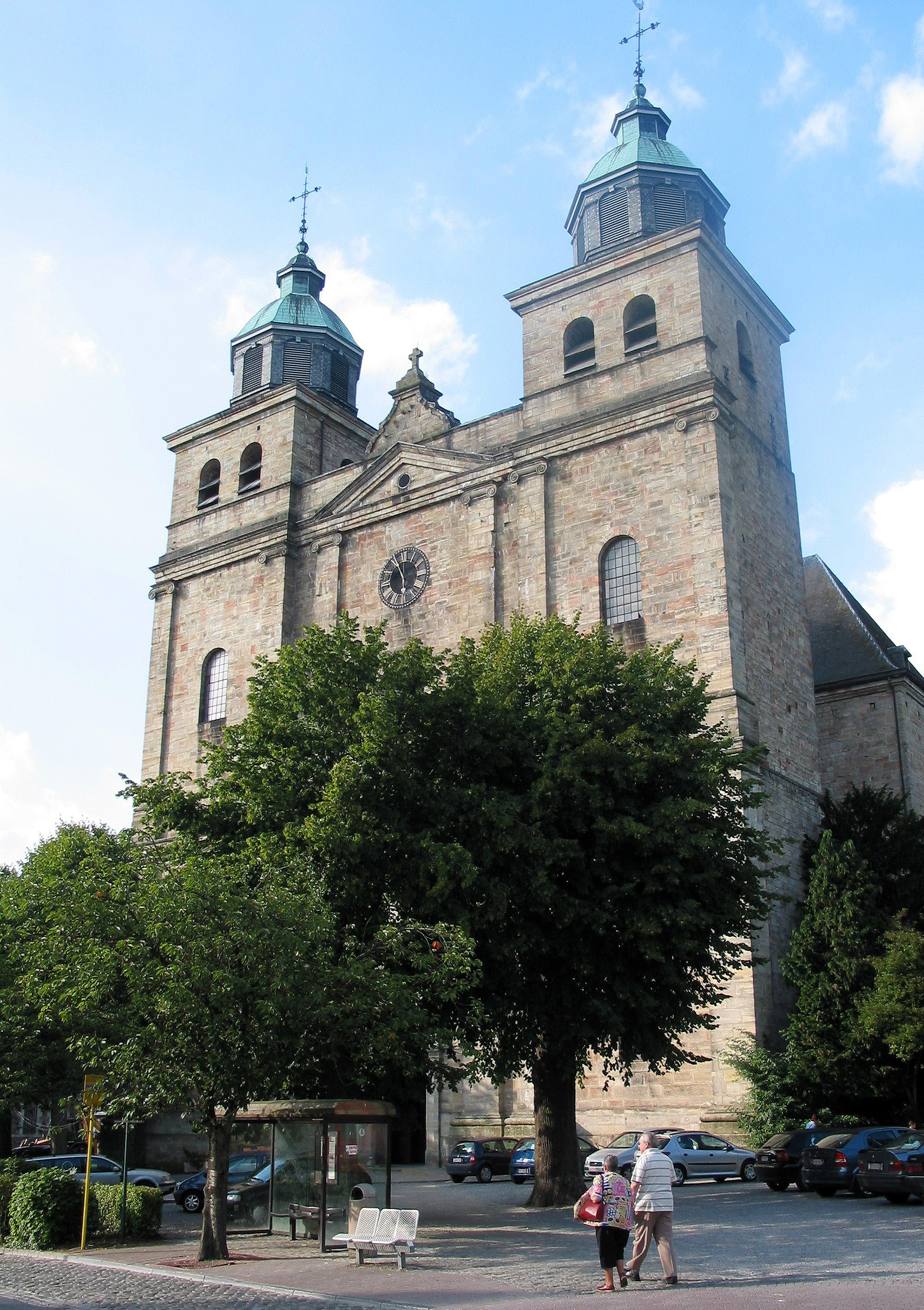
Catedral de San Pedro, San Pablo y San Quirino, en Malmedy.

Las reliquias de Quirino fueron trasladadas a la iglesia abacial de Malmedy alrededor del año 875, durante el reinado de Carlos Calvo, y Malmedy se convirtió en el centro de su culto. Así, a veces se lo venera por separado como San Quirino de Malmedy, y cobró mayor importancia que sus supuestos compañeros Nicasio y Escubículo. Las reliquias de Quirino fueron confirmadas oficialmente como auténticas por el abad Poppo de Stavelot.
Malmedy había sido una rama de Stavelot, pero entre 1065 y 1071 se convirtió en un monasterio independiente. Por tanto necesitó como poderoso intercesor celestial a un patrono que compitiera con el de Stavelot, San Remaclo.  Malmedy ideó, pues, la leyenda de Quirino, que copió de otras hagiografías, e incorporó muchos elementos recurrentes (lucha con un dragón, elementos cefalóforos, etc.), así como elementos de las vidas de otros santos del mismo nombre.
Quirino llegó a ser invocado contra la sequía, la fiebre, el mal tiempo y los demonios, y los labradores de la región de Münster invocaban su ayuda contra las enfermedades que afectaban su ganado. La popularidad de Quirino se evidencia en la cantidad de Europa central y occidental derivados de su nombre, como Quirini, Querings, Kehry, Kiry, Kuhrig, Koenrig, Crines, Krines, Krings, Kreugs, Cryns, Creins, Kreins, Krainz, Kircher, Kreine y Grein.